# Granarolo dell'Emilia
Granarolo dell'Emilia är en ort och kommun i storstadsregionen Bologna, innan 2015 i provinsen Bologna, i regionen Emilia-Romagna i Italien. Kommunen hade 12 130 invånare (2018).